# Villa Touma
Villa Touma è un film del 2014 diretto da Suha Arraf.
Il film, presentato in corcorso alla Settimana internazionale della critica di Venezia, narra le vicende di un gruppo di donne appartenenti alla comunità cristiana palestinese.

## Controversie
Il film generò polemiche in Israele dopo che la regista si rifiutò di presentare l'opera come prodotto israeliano. In un'intervista a la Repubblica la regista sostenne che il film era palestinese, scritto e diretto in Palestina, con interpreti palestinesi. Israele voleva essere riconosciuto come paese di produzione perché aveva finanziato tre quarti del progetto. Secondo la regista era suo diritto accedere al fondo per il cinema e inoltre la legge internazionale prevedeva che un'opera appartenesse all'autore, non al fondo finanziario.